# Oskar Gawell
Oskar Gawell  (* 19. Februar 1888 in Chawlodno, Preußen, heute Polen; † 14. März 1955 in Wien) war ein deutsch-österreichischer Maler. Gawell widmete sich in seinem Werk vor allem der Genre- und Landschaftsmalerei. Er bevorzugte dabei Motive mit Seen, Booten und Häusern.

## Leben
Von 1909 bis 1912 studierte er an den Akademien in Breslau und Weimar. 1913/14 war er in Berlin Schüler von Lovis Corinth. Bei der ersten Ausstellung der Freien Secession Berlin 1914 war er mit Werken neben Max Oppenheimer, Max Pechstein, Pablo Picasso, Camille Pissarro u. a. vertreten. In dieser Zeit hatte er engen Kontakt zu den Künstlern der Brücke. Im Jahre 1926 wurde ihm der Albrecht-Dürer-Preis der Stadt Nürnberg verliehen. Von Weimar aus unternahm er Malaufenthalte in die Künstlerkolonie Nidden an der Kurischen Nehrung, wo er in den 1920er Jahren wiederholt gemalt haben soll. 1926 war er in Positano tätig. Er war u. a. befreundet mit Marc Chagall und Oskar Kokoschka und stellte 1927 zusammen mit Erich Heckel und Karl Schmidt-Rottluff in Zwickau aus. 1929 reiste er mit dem Schiff von Holland nach Algier und von Königsberg nach Finnland. 1931 weilte er in den Masuren. Es folgten Studienreisen nach Belgien, Italien, Spanien und Rumänien. 1935 hatte er in der Galerie Nierendorf eine Ausstellung mit Grete Csaky-Copony.

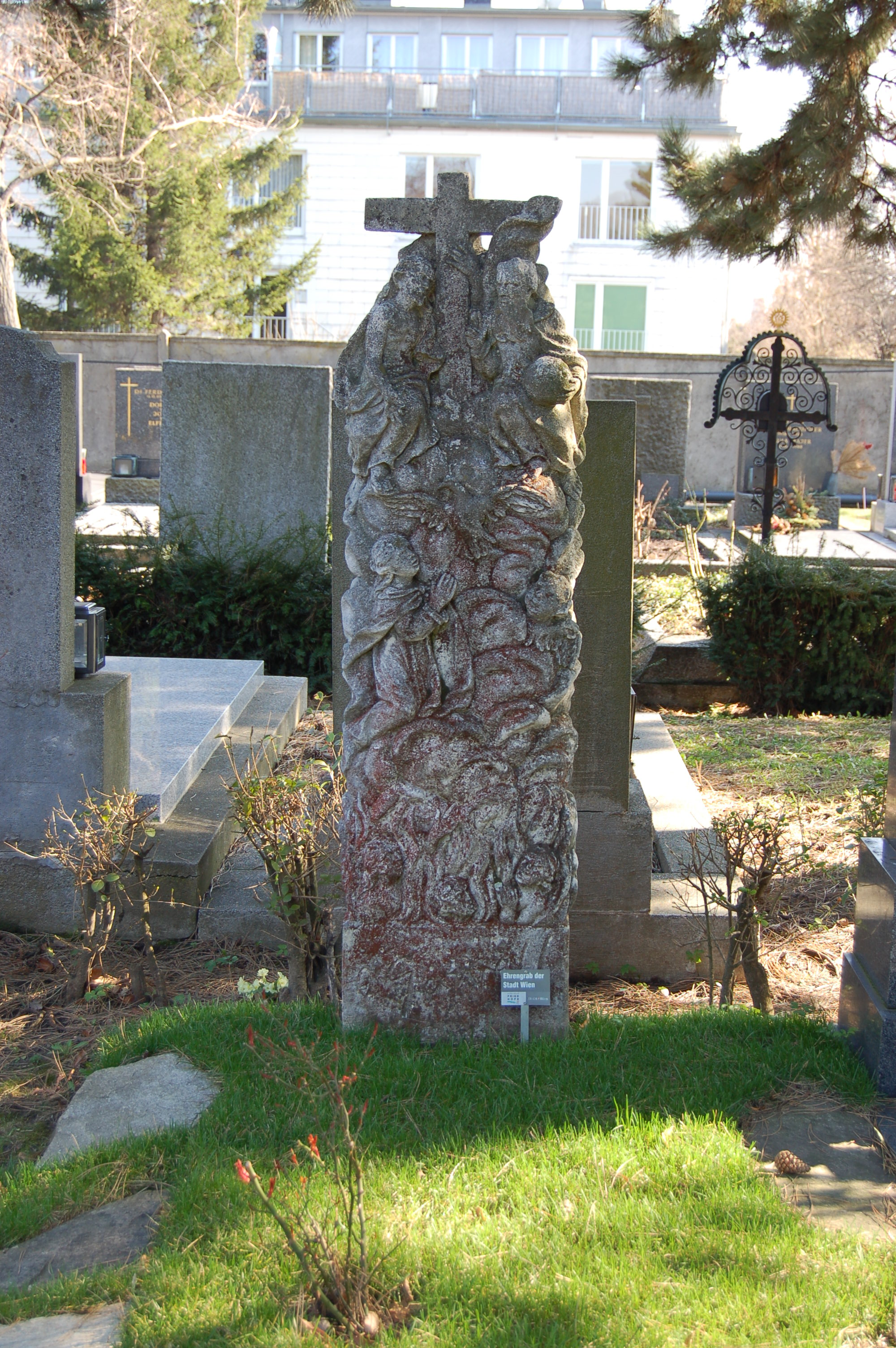
Grabmal von Oskar Gawell auf dem Neustifter Friedhof

Bis 1937 war er Professor an der Städtischen Kunstschule in Berlin, wo er auch an Ausstellungen der Berliner Secession beteiligt war. 1937 verlor er seine Lehrtätigkeit durch die nationalsozialistische Kulturpolitik. Ab 1938 war er in Wien ansässig. Er erhielt 1947 die Österreichische Staatsbürgerschaft und 1949 wurde ihm der Professorentitel der Wiener Akademie verliehen. Gawell war Mitglied des Deutschen Künstlerbundes und der Berliner Secession, wo seine Werke in der Galerie J. Casper ausgestellt wurden. Ab 1946 war er Mitglied der Wiener Secession, die vom 12. bis zum 31. März 1949 eine Ausstellung seiner Werke zeigte. Schweren Unfallverletzungen 1953 erlag er nach eineinhalb Jahren Krankenlager und starb am 14. März 1955 in Wien, wo er auf dem Neustifter Friedhof beerdigt wurde.
Heute sind Gawells Werke unter anderem im Belvedere und Leopold Museum in Wien sowie in Museen in Darmstadt, Hamburg, Berlin und Prag zu sehen.